# Elena Bruhn
Elena Bruhn (* 28. September 1978 in Offenburg) ist eine deutsche Journalistin und Fernsehmoderatorin.

## Leben
Nach dem Abitur 1998 in Reutlingen studierte Bruhn Publizistik, Betriebswirtschaftslehre und Soziologie an der TU Dresden. Sie absolvierte Praktika, u. a. bei Lufthansa in Paris sowie Daimler.
Bruhn studierte anschließend an der Johannes-Gutenberg-Universität Mainz und schloss dort ihr Magisterstudium im Jahr 2002 in Publizistik ab. Sie begann als Redakteurin der in München produzierten ZDF-Sendung Leute heute. Anschließend war sie zwei Jahre Reporterin der RTL-Sendung Explosiv – Das Magazin in Köln. Von 2006 bis 2013 reiste sie als Reporterin, Redakteurin und Moderatorin für die ProSieben-Wissenssendung Galileo durch die Welt.
2013 kehrte sie zu Explosiv zurück und ist seitdem Moderatorin und Teamleiterin innerhalb der Redaktion. Seit März 2021 moderiert sie bei n-tv die Sendung n-tv-Wissen.
Elena Bruhn ist seit 2013 verheiratet und hat mit ihrem Mann Tobias (* 1981) eine Tochter (Blanca, * 2015) und einen Sohn (Tom Lian, * 2019). Die Familie lebt im linksrheinischen Köln-Weiß.